# Gregor Törzs

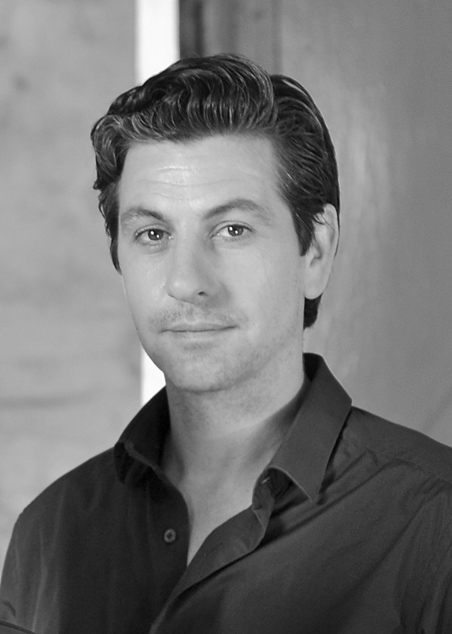
Gregor Törzs

Gregor Törzs (* 28. Januar 1970 in Hamburg) ist ein deutscher Fotograf, Kameramann und ehemaliger Schauspieler.

## Leben
Gregor Törzs ist der Sohn des früheren Fernsehansagers Dénes Törzs. In seiner Heimatstadt Hamburg begann Gregor Törzs als 17-Jähriger in einer Werbeagentur zu arbeiten, stieg zum Produktionsassistenten  auf und beschloss im Alter von 19 Jahren, Deutschland zu verlassen und nach Los Angeles zu ziehen, wo er als Kameraassistent, Producerassistent, Beleuchter und Kameramann arbeitete. In Los Angeles erlernte er das Filmhandwerk bei John Dykstra und Doug Smith in der Special Visual Effects Apogee. 1993 erhielt er die Position des „Director of Photography“ und realisierte mit Michel Comte verschiedene Kino- und Werbeprojekte. Damit etablierte er sich als Kameramann. Er arbeitete mit Sophia Loren, Geraldine Chaplin und Nastassja Kinski zusammen.
Seine Karriere als Schauspieler begann ungeplant. 1996 wurde er als Kameramann für die MTV-Werbekampagne Heiß und Fettig gebucht, als der Regisseur der Kampagne, Martin Schmid, sein Schauspieltalent entdeckte. Daraufhin entstanden fast 30 Kino- und Fernsehproduktionen als Schauspieler, wobei Törzs seine Tätigkeit als Kameramann nicht aufgab und fortsetzte.
Seit 2006 konzentriert sich Törzs auf Fotografie. Seine Tier-Serie Boy on Safari wurde mehrfach ausgestellt. Der Modedesigner  Wolfgang Joop ließ sich von dieser Serie für sein Modelabel Wunderkind inspirieren und verwendete fünf von Törzs' Motiven für die Herbst- und Winterkollektion 2009. Zu seinen weiteren Werkreihen zählen das Unterwasserprojekt Ciel Lourd und die Mikroskop-Fotografieserie Plus Grand Que Moi mit Darstellungen von Insekten, Uhrwerken und Diamanten in hoher Schärfe, die im Platindruck entwickelt wurden.
Törzs lebt in Berlin.

## Auszeichnungen (Auswahl)
- 1996: Art Directors Club Germany 2× Silber und eine Auszeichnung für die MTV Kampagne Heiß und Fettig
- 1996: London international Advertising Festival – Finalist für die MTV Kampagne Heiß und Fettig
- 1996: Berliner Klappe in Gold für die MTV Kampagne Heiß und Fettig
- 2010: Art Directors Club Germany 2× Bronze für Regie Kurzfilm und Verkaufsförderung Regie – Jenseitsnovelle Kurzfilm

## Filmografie (Auswahl)
- 1997: Buddies – Leben auf der Überholspur
- 1999: Sieben Tage bis zum Glück
- 1999: Gierig
- 1999: Sara Amerika
- 1999: Alles Bob!
- 2000: Im Club der Millionäre
- 2000: Gran Paradiso
- 2001: Rette deine Haut
- 2002: Glückstag (Lucky Day)
- 2002: Familie XXL
- 2004: Schöne Witwen küssen besser
- 2004: Typisch Mann! (Fernsehserie)
- 2005: Sterne über Madeira
- 2005: Heiraten macht mich nervös
- 2006: Unser Kindermädchen ist ein Millionär
- 2007: Donna Roma
- 2007: Crazy Race 3 – Sie knacken jedes Schloss
- 2007: Moppel-Ich
- 2009: Tierisch verliebt
- 2010: Donna Leon – Lasset die Kinder zu mir kommen (Fernsehserie)

## Ausstellungen (Auswahl)
- 2007: Galerie Cometer Einzelausstellung Boy on Safari
- 2010: Galerie Persiehl und Heine Einzelausstellung Ciel Lourd
- 2010: APAD New York mit Galerie Stockeregg
- 2010: Einzelausstellung Galerie Stockeregg
- 2010: Einzelausstellung Wunderkind Flagship Store Berlin zur Kollektion 2010 Fall Winter
- 2012: Montblanc Cutting Edge Art Collection
- 2013: Bernheimer Fine Art Photography München Platinum
- 2014: Bernheimer Fine Art Photography München Jubiläumsausstellung 150 Jahre Bernheimer
- 2015: Photo London, Galerie Bernheimer
- 2015: art Karlsruhe, Persiehl & Heine
- 2016: Bright Days Ahead, Gruppenausstellung, Persiehl & Heine
- 2016: Cologne Fine Art, Persiehl & Heine
- 2016: Fragile Welten, Galerie Bernheimer
- 2017: Bright Days Ahead 17, Gruppenausstellung, Persiehl & Heine
- 2017: Paris Photo, Galerie Bernheimer
- 2017: art Karlsruhe, Persiehl & Heine
- 2018: photo basel, Persiehl & Heine
- 2018: POSITIONS Berlin Art Fair, Persiehl & Heine
- 2018: paper positions, München, Persiehl & Heine